# مسجد النجاشي
مسجد النجاشي هو مسجد يقع في إقليم تكرينيا، إثيوبيا. في 2021 تعرض المسجد للتخريب جراء الإشتباكات بين القوات الحكومية الإثيوبية والجبهة الشعبية لتحرير تغراي.